# Beitang
Der Stadtbezirk Beitang (chinesisch 北塘区, Pinyin Běitáng Qū) ist ein chinesischer Stadtbezirk, der zum Verwaltungsgebiet der bezirksfreien Stadt Wuxi in der chinesischen Provinz Jiangsu gehört. Er hat eine Fläche von 31,12 km² und zählt 254,327 Einwohner (2011).
Im Oktober 2015 genehmigte der Staatsrat die Auflösung der Bezirke Chong’an, Nanchang und Beitang in der Stadt Wuxi und gründete den Bezirk Liangxi.
Beitang gehört seit der Han-Dynastie zum Kreis Wuxi. Der Name Beitang kommt vom chinesischen Kaiserkanal. Der Kaiserkanal verläuft durch das gesamte Territorium, und die Einwohner von Wuxi nannten den Kanal gemeinhin „Tanghe“. Der Bezirk befand sich entlang dem Kanal von der Lianrong-Brücke bis zur Sanli-Brücke. Er war außerhalb des Nordtors von Wuxi,  auch bekannt als „Tanghe-Ufer“. Daher wurde dieser Abschnitt „Beimentang“ (Fluss des Nordtors), „Beimentangshang“(Oberteil des Flusses von Nordtor) oder kurz „Beitang“ genannt, und der Name des Bezirks kommt daher.
Die Stadtstraße des Bezirks Beitang war dem Fluss zugewandt und hatte den deutliche Charakter einer Wasserstadt im Süden des Jangtse. Von der Zeit an, als Wu Zetian in der Tang-Dynastie zum Kaiser ausrief, wurden die Lebensmittel durch hier nach Luoyang, der östlichen Hauptstadt, transportiert und wurde später zum Hauptverkehr für den Wassertransport.

## Administrative Gliederung
Auf Gemeindeebene setzt sich der Stadtbezirk aus vier Straßenvierteln zusammen. 